# MID1IP1
MID1IP1 (англ. MID1 interacting protein 1) – білок, який кодується однойменним геном, розташованим у людей на короткому плечі X-хромосоми. Довжина поліпептидного ланцюга білка становить 183 амінокислот, а молекулярна маса — 20 202.
| 10         |  | 20         |  | 30         |  | 40         |  | 50         |
| ---------- |  | ---------- |  | ---------- |  | ---------- |  | ---------- |
| MMQICDTYNQ |  | KHSLFNAMNR |  | FIGAVNNMDQ |  | TVMVPSLLRD |  | VPLADPGLDN |
| DVGVEVGGSG |  | GCLEERTPPV |  | PDSGSANGSF |  | FAPSRDMYSH |  | YVLLKSIRND |
| IEWGVLHQPP |  | PPAGSEEGSA |  | WKSKDILVDL |  | GHLEGADAGE |  | EDLEQQFHYH |
| LRGLHTVLSK |  | LTRKANILTN |  | RYKQEIGFGN |  | WGH        |  |            |

A: Аланін

C: Цистеїн

D: Аспарагінова кислота

E: Глутамінова кислота

F: Фенілаланін

G: Гліцин

H: Гістидин

I: Ізолейцин

K: Лізин

L: Лейцин

M: Метіонін

N: Аспарагін

P: Пролін

Q: Глутамін

R: Аргінін

S: Серин

T: Треонін

V: Валін

W: Триптофан

Кодований геном білок за функцією належить до фосфопротеїнів. 
Задіяний у таких біологічних процесах, як метаболізм ліпідів, біосинтез ліпідів, ацетилювання. 
Локалізований у цитоплазмі, цитоскелеті, ядрі.